# Вівсюжниця
Вівсюжниця (Ventenata) — рід рослин родини злакових, родом з Європи, Західної Азії, Казахстану й Алжиру; інтродуковані в Канаді й США.

## Морфологічні характеристики
Це однорічні рослини. Стебла прямовисні чи колінчасто висхідні, від 7 до 55 см завдовжки. Суцвіття — волоть чи складається з китиць.

## Види
1. Ventenata blanchei Boiss.
2. Ventenata dubia (Leers) Coss. & Durieu
3. Ventenata eigiana (H.Scholz & Raus) Dogan
4. Ventenata huber-morathii (Dogan) D.Heller
5. Ventenata macra (Steven ex M.Bieb.) Balansa ex Boiss.
6. Ventenata quercetorum Boiss. & Balansa
7. Ventenata sorgerae (Dogan) D.Heller
8. Ventenata subenervis Boiss. & Balansa